# Federico Landrove López
Federico Landrove López (Bilbao, 9 de abril de 1909 - Valladolid, 15 de agosto de 1936) fue un jurista y político socialista español. Murió fusilado por el bando sublevado en los inicios de la guerra civil española.

## Biografía
Con residencia en Valladolid desde joven por el traslado de su familia a la ciudad castellana, -donde su padre, Federico Landrove Moiño, llegó a ser alcalde por el Izquierda Republicana -. fue Diputado a Cortes-, estudio Derecho en su Universidad. En 1932 obtuvo la Cátedra de Derecho procesal en la misma, así como ganó las posiciones para Abogado del Estado.
Pronto se integró en el PSOE y en las elecciones de 1936, dentro de las listas del Frente Popular, fue elegido Diputado al Congreso por aquella provincia.
Al tiempo del golpe de Estado que dio lugar a la Guerra Civil, Landrove se encontraba en Valladolid donde, junto a su mujer e hijos, se refugió en casa de unos amigos al ver el triunfo de la sublevación en la ciudad, pero fue apresado poco después, el día 23 de julio. Fue juzgado en Consejo de Guerra y condenado a muerte por auxilio a la rebelión, siendo ejecutado en las tapias del cementerio el 15 de agosto de 1936. Rehusó los auxilios espirituales pero, entre otras coacciones durante el proceso, el sacerdote le amenazó con que serían también fusilados sus familiares si no se confesaba; posteriormente la prensa falangista propagaría que había vuelto al seno de la religión cristiana (con "oración" póstuma incluida).